# Ballyfin

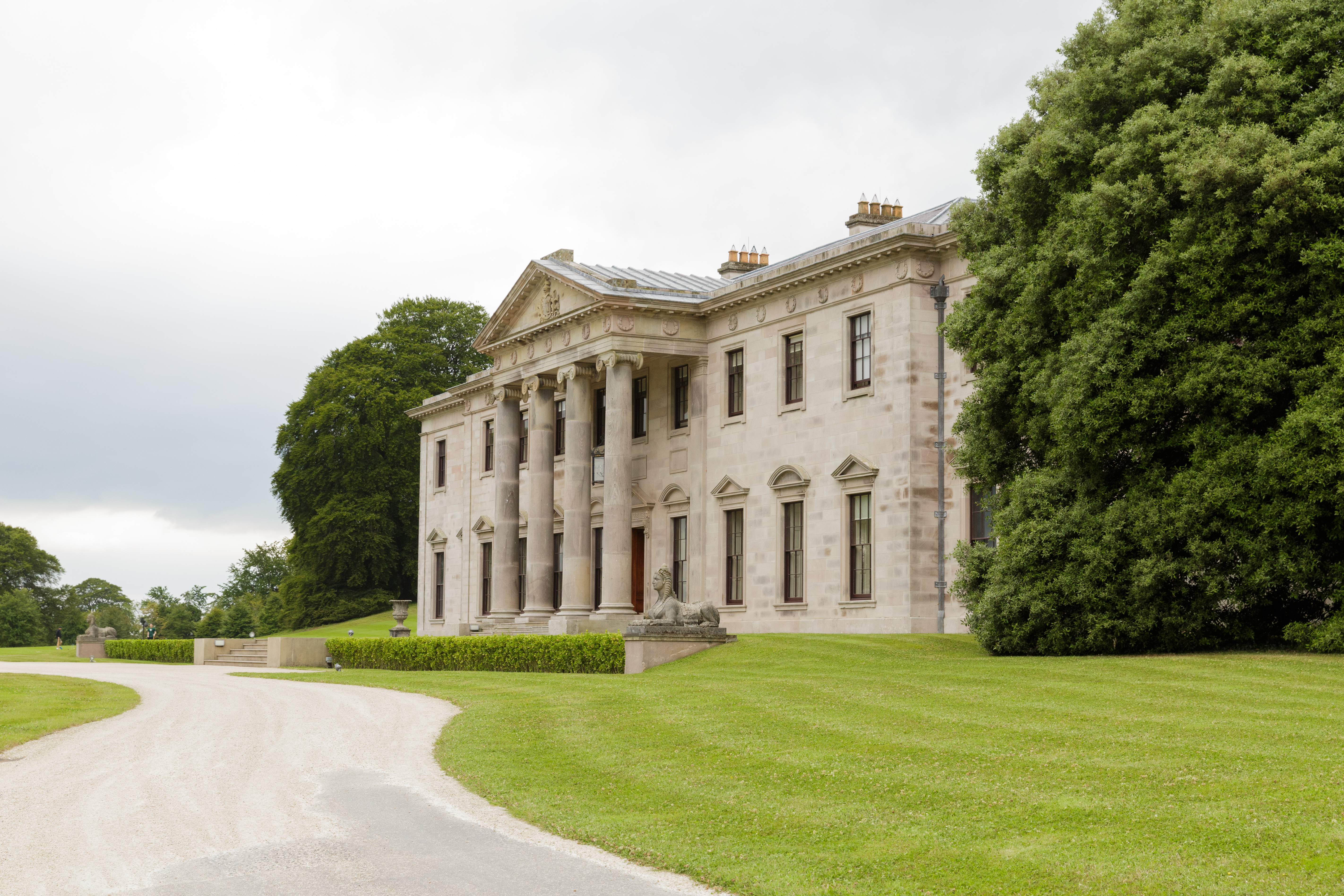
Ballyfin House.

Ballyfin (iriska: Baile Fionn) är ett mindre samhälle och församling i grevskapet Laois i Republiken Irland. Ballyfin ligger på Slieve Bloombergen och ligger nära Irlands högland.